# Brunssum Open
Brunssum Open is een (als nationaal jeugdtoernooi begonnen) open damtoernooi dat vanaf 1978 jaarlijks in de eerste helft van augustus in Brunssum in de Nederlandse provincie Limburg wordt gespeeld.
Brunssum Open is daarmee het oudste van de grote open toernooien die jaarlijks wereldwijd worden georganiseerd. Initiatiefnemer van het toernooi was Henk Stoop die ook na zijn verhuizing naar Culemborg bij de organisatie betrokken bleef.

## Geschiedenis
Brunssum Open werkt sinds 1981 nauw samen met camping De Hitjesvijver in Heerlerheide, waar jaarlijks een groot deel van de deelnemers verblijft.
In 2003 werd Frans Kalsbeek (organisator van Nijmegen Open) tijdens zijn partij onwel en overleed.
In het voorjaar van 2013 verscheen er een boek over de historie van het toernooi.
Het boek kreeg de titel "Waarom Brunssum?" mee.
In 2017 was Brunssum Open aangewezen als het toernooi om het Open Nederlands Kampioenschap dammen.

## Ranglijst aller tijden
Er wordt een ranglijst aller tijden bijgehouden waarop Be Eggens in het toernooi van 2009 op 200 punten uit 19 deelnames kwam en daarmee de koppositie overnam van Peter Schellekens.
Na het toernooi van 2024 heeft Eggens met 34 deelnamens 362 punten gehaald.

## Meeste toernooizeges
|   | Naam               | Aantal | Jaren                  |
| - | ------------------ | ------ | ---------------------- |
| 1 | Ron Heusdens       | 4      | 1988, 2001, 2007, 2011 |
| 1 | N'Diaga Samb       | 4      | 1991, 1999, 2018, 2019 |
| 1 | Erno Prosman       | 4      | 1995, 1997, 2000, 2016 |
| 4 | Bauke Bies         | 3      | 1983, 1984, 1986       |
| 5 | Jevgeni Vatoetin   | 2      | 1990, 1993             |
| 5 | Jean Marc Ndjofang | 2      | 2004, 2006             |
| 5 | Macodou N'Diaye    | 2      | 2012, 2013             |

## Eregalerij
| Jaar | Goud                                   | Zilver                                 | Brons                                  |
| ---- | -------------------------------------- | -------------------------------------- | -------------------------------------- |
| 1978 | Toine Brouwers                         | Jos Stokkel                            | Rob Schippers                          |
| 1979 | Hans Ladage                            | Frank Verdel                           | Maarten Everduim                       |
| 1980 | Evert Dollekamp                        | Theo Schippers                         | Peter van der Stap                     |
| 1981 | Frank Teer                             | Bauke Bies                             | Ron Heusdens                           |
| 1982 | Peter Schuitema                        | Bauke Bies                             | Peter Schellekens                      |
| 1983 | Bauke Bies                             | John van den Borst                     | Peter Schuitema                        |
| 1984 | Bauke Bies                             | Rob Geurtsen                           | Paul Nitsch                            |
| 1985 | Eddy Budé                              | Paul Oudshoorn                         | Eric van Dusseldorp                    |
| 1986 | Bauke Bies                             | Ron Heusdens                           | Paul Nitsch                            |
| 1987 | John van den Borst                     | Eddy Budé                              | Bauke Bies                             |
| 1988 | Ron Heusdens                           | Michail Kats                           | Nikolaj Misjtsjanski                   |
| 1989 | Vadim Virny                            | Alexander Baljakin                     | Anatoli Gantvarg                       |
| 1990 | Jevgeni Vatoetin                       | Alexander Presman                      | Aleksej Tsjizjov                       |
| 1991 | N'Diaga Samb                           | Michail Kats                           | Pavel Sjatzov                          |
| 1992 | Gaousou Sidibé                         | Erno Prosman                           | Kees Thijssen                          |
| 1993 | Jevgeni Vatoetin                       | Mark Kemperman                         | Rein van der Pal                       |
| 1994 | Igor Rybakov                           | Kees Thijssen                          | Friso Fennema                          |
| 1995 | Erno Prosman                           | Tjalling Goedemoed                     | Leopold Sekongo                        |
| 1996 | Kees Thijssen                          | Mariusz Adamaszek                      | Erno Prosman                           |
| 1997 | Erno Prosman                           | Igor Rybakov                           | Mark Podolski                          |
| 1998 | Aleksandr Boelatov                     | Igor Rybakov                           | Bassirou Ba                            |
| 1999 | N'Diaga Samb                           | Bassirou Ba                            | Mark Podolski                          |
| 2000 | Erno Prosman                           | Igor Tsjartoriski                      | Mustafa Durdyev                        |
| 2001 | Ron Heusdens                           | Martin Dolfing                         | N'Diaga Samb                           |
| 2002 | Mark Podolski                          | N'Diaga Samb en Johan Capelle          | N'Diaga Samb en Johan Capelle          |
| 2003 | Aleksandr Schwarzman                   | Erwin Heunen                           | Anton Schotanus                        |
| 2004 | Jean Marc Ndjofang                     | Brion Koullen                          | Daouda Diakité                         |
| 2005 | Leopold Kouogueu                       | Jean Marc Ndjofang                     | Bas Messemaker                         |
| 2006 | Jean Marc Ndjofang                     | Aleksandr Schwarzman                   | Erno Prosman                           |
| 2007 | Ron Heusdens                           | Laurent Nicault                        | Andrej Kalmakov                        |
| 2008 | Steven Wijker                          | Andrej Kalmakov                        | Theo Schippers                         |
| 2009 | Mike Koopmanschap                      | Be Eggens                              | Theo Schippers                         |
| 2010 | Anton van Berkel                       | Andrej Kalmakov                        | Aleksandr Getmanski                    |
| 2011 | Ron Heusdens                           | Matthias de Kruijf                     | Mark Deurloo                           |
| 2012 | Macodou N'Diaye                        | Jean Marc Ndjofang                     | Rienk van Marle                        |
| 2013 | Macodou N'Diaye                        | Aysen Andrejev                         | Jasper Daems                           |
| 2014 | Manlai Ravjir                          | Andrew Tjon a Ong                      | Marcel Monteba                         |
| 2015 | Jan van Dijk                           | Andrej Kalmakov                        | Aleksandr Boelatov                     |
| 2016 | Erno Prosman                           | Ron Heusdens                           | Steven den Hollander                   |
| 2017 | Christian Niami                        | Hein Meijer                            | Thomy Lucien Mbongo                    |
| 2018 | N'Diaga Samb                           | Christian Niami                        | Michel Stempher                        |
| 2019 | N'Diaga Samb                           | Guido van den Berg                     | Leopold Sekongo                        |
| 2020 | niet gespeeld wegens de Coronapandemie | niet gespeeld wegens de Coronapandemie | niet gespeeld wegens de Coronapandemie |
| 2021 | Hein Meijer                            | Jean Marc Ndjofang                     | Machiel Weistra                        |
| 2022 | Aleksej Domchev                        | Michel Stempher                        | Ron Heusdens                           |
| 2023 | Kenny le Roy                           | Danylo Sokolov                         | Kees Romijn                            |
| 2024 | Wouter Morssink                        | Rienk van Marle                        | Ruud de Kooter                         |